# Ламбо, Фирмин
Фирмин Ламбо (фр. Firmin Lambot; 14 марта 1886, Флорен, Бельгия — 19 января 1964, Антверпен, Бельгия) — бельгийский профессиональный шоссейный велогонщик. Двукратный победитель велогонки «Тур де Франс» (1919, 1922). 

## Достижения
1908
2-й Чемпионат Фландрии
1913
4-й Тур де Франс — Генеральная классификация
1-й — Этап 9
1914
8-й Тур де Франс — Генеральная классификация
1-й — Этап 6
1919
1-й  Тур де Франс — Генеральная классификация
1-й — Этап 14
1920
3-й Тур де Франс — Генеральная классификация
1-й — Этапы 5 и 6
5-й Льеж — Бастонь — Льеж 
8-й Париж — Брюссель 
1921
9-й Тур де Франс — Генеральная классификация
1-й — Этап 9
1922
1-й  Тур де Франс — Генеральная классификация
3-й Париж — Лион 
3-й Giro della Provincia Milano 

## Статистика выступлений

### Гранд-туры
| Гранд-тур                | 1911 | 1912 | 1913 | 1914 | 1915-1918 | 1919 | 1920 | 1921 | 1922 | 1923 | 1924 |
| ------------------------ | ---- | ---- | ---- | ---- | --------- | ---- | ---- | ---- | ---- | ---- | ---- |
| (с 1919 - ) Тур де Франс | 11   | 18   | 4    | 8    | НП        | 1    | 3    | 9    | 1    | НФ   | НФ   |

| —  | Не участвовал                                      |
| НП | Соревнование не проводилось (Первая мировая война) |
| НФ | Не финишировал                                     |